# بارانگارو، نیو ساوت ولز
بارانگارو (به انگلیسی: Barangaroo) یک حومه شهر در استرالیا است که در نیو ساوت ولز واقع شده‌است.